# Oscar Berglund
Oscar Berglund, född 13 april 1984 i Örebro, är en svensk före detta fotbollsmålvakt.
Berglund började spela fotboll i Adolfsbergs IK och gick under 2001 till Helsingborgs IF där han var reservmålvakt bakom Daniel Andersson, och blev sedan under säsongerna 2009 och 2011 utlånad till Assyriska FF i Superettan. Han debuterade i allsvenskan den 8 oktober 2007, i en match mellan Helsingborg och Hammarby IF som vanns med 2–0. Innan dess hade han spelat för Helsingborg i Royal League i ett möte mellan SK Brann och HIF (2–2). Han har även representerat svenska U-21-landslaget vid flera tillfällen.
Den 3 januari 2012 skrev Berglund på ett treårskontrakt med GIF Sundsvall.
Efter säsongen 2013 valde Berglund den 6 januari 2014 att skriva på för Öster.
I december 2014 värvades Berglund av Ängelholms FF, där han skrev på ett tvåårskontrakt. I juli 2016 valde Berglund att avsluta sin fotbollskarriär.